# De Danske Spritfabrikker
De Danske Spritfabrikker var en dansk spiritusproducent, som siden 2012 ejes af Arcus gruppen fra Norge.

## Historie
Virksomheden blev grundlagt i 1881 af C.F. Tietgen, Isidor Henius og C.A. Olesen ved fusion af en række mindre brændevinsfabrikanter, hvor Isidor Henius, der anses for at være grundlæggeren af moderne spritfabrikation i Danmark, blev direktør. I 1884 sluttede familiebrænderiet Brøndum og Harald Jensen Akvavit sig til De Danske Spritfabrikker.
Som resultat af yderligere opkøb og sammenlægninger ejede De Danske Spritfabrikker i 1923 samtlige brænderier i Danmark, og fik eneret på fremstilling af sprit, akvavit, gær m.v. Dette monopol blev først ophævet i 1973, efter at Danmark var tiltrådt EF.
I 1946 blev Aalborg Jubilæums Akvavit lanceret, da Aalborg Taffel Akvavittens 100-års jubilæum skulle markeres.
G.A. Hagemann var bestyrelsesmedlem i en periode.
Firmaet fremstillede også likør, gin, vodka og whisky af mærket C.L.O.C (Cuminum Liquidum Optimum Castelli, "slottets  bedste kommenlikør").
Ved en af de største fusioner i dansk erhvervsliv sluttede De Danske Spritfabrikker sig i 1989 sammen med De Danske Sukkerfabrikker og Danisco. I 1995 tog virksomheden navneforandring til Danisco A/S, men da den i 1999 blev et datterselskab af det svenske V&S Vin & Sprit AB, gik man igen tilbage til det gamle navn. I 2008 blev virksomheden solgt videre til det franske "Pernod Ricard", og omorganiseret således, at de danske aktiviteter blev samlet i "Pernod Ricard Denmark A/S". Arcus gruppen fra Norge købte i 2012 Spritfabrikkerne i Aalborg med tilhørende brands af Pernod Ricard Denmark A/S, dog på den betingelse, at de frasolgte akvavitmærket Brøndums. Brøndums snaps blev solgt til spiritusproducenten Altia fra Finland, et firma, som tidligere var en del af det finske statsejede spiritusmonopol.
Martin Borch var i starten firmaets arkitekt, siden blev det Alf Cock-Clausen, der bl.a. har tegnet den store fabrik i Aalborg, opført 1929-31 i funktionalistisk stil, der var tysk inspireret og et særsyn på dansk jord, og fra 2015 fredet.
I april 2015 stoppede produktionen i Aalborg:77 og blev flyttet til Norge. Bygningerne og områderne omkring - kaldet Spritgrunden - blev købt af et Joint Venture mellem Arcus Gruppens hovedejer Ratos og A. Enggaard.
Salg, markedsføring og distribution varetages dog fortsat i Danmark af Det Danske Spirituskompagni A/S som er beliggende i København.

## Produktionen i Roskilde
Tekst mangler, hjælp os med at skrive teksten

## Produktionen i Aalborg
Antallet af brænderier i Aalborg blev reduceret kraftigt i løbet af 1800-tallet som led i specialisering og industrialisering. Det skønnes, at der omkring år 1800 var ca. 100 brænderier; det var i 1843 reduceret til 18 og i 1877 var der reelt kun tre produktionssteder tilbage.:19

### Spritgården
Spritgården var en købmandsgård, som fra 1811 havde tilladelse til at drive brænderi. Spritgården lå ved den nederste del af Jomfru Ane Gade. Fra 1865 havde gården et retifikationstårn, hvor man kunne rense spritten for fusel med en ekstra destillation. Gården blev i 1871 overtaget af Isidor Henius og kom ad den vej til at indgå i De Danske Sprit Fabrikker. Retifikationstårnet var i brug frem til 1921, hvor det blev taget ud af produktion, fordi bygning ikke var piloteret ordentligt og satte sig.:29-34,40

### Harald Jensens brænderi
I Vesterå lå et brænderi, som efter flere ejerskifter blev købet af Harald Jensens far sammen med Theodor Dencker. Det var oprindeligt meningen, at Haralds storebror Christian skulle have overtaget brænderiet, men han ønskede ikke at forlade København, og i stedet fik Harald det så. Theodor Dencker drev det frem til 1862, mens Harald afprøvede sine ambitioner som maler; herefter blev Harald Jensen eneejer og helligede sig driften. Her udviklede Harald Jensen Taffel Akvavit, Kommen Akvavit og Harald Jensen Akvavit (som stadig sælges). Brænderiet blev i 1883 solgt til DDSF og forsvandt sidst i 1800-tallet, da Borgergade blev anlagt.:26,35

### Aalborg Privilegerede Sirup- og Spritfabrik
Isidor Henius etabrede med kompagnoner i 1845-46 en ny spritfabrik i Urbansgade, hvor skulpturen Cimbrertyren nu står på Vesterbro. Med kartofler som råmateriale skulle der fremstilles sirup og brændevin; sirup slog dog aldrig igennem og blev opgivet i 1850. Frem mod 1864 købte Henius sine kompagnoner ud og i 1871 overtog han Spritgården; overtagelsen blev finansieret ved aktieudstedelse. Fra 1872 var C.A. Olesen underdirektør, og det havde været meningen, at han fra 1877 skulle overtage ledelsen; det skete dog ikke og han overtog i stedet Roeskilde Spritfabrik. :37-43

### Spritten
Til erstatning for de mindre fabrikker i Aalborgs midtby opførtes sidst i 1920-erne et fabriksanlæg ved Limfjorden i vestbyen. Der var rejsegilde på byggeriet i 1929 med deltagelse af Thorvald Stauning og fabrikken blev indviet i 1931. Fabriksområdet har tilnavnet Spritten. Fabrikationen her ophørte i 2015 og samme år blev en del af fabrikken fredet.:77,81,86
Byggeriet blev gennemført med arkitektoniske idealer under ledelse af arkitekten Alfred Cock-Clausen. Designlinjen var i overensstemmelse med firmaets varemærker og produkter, og der var manualer for, hvorledes maling til fx døre og vinduer skulle blandes og bruges. Malteserkorset indgik såvel i en båke på fabrikkens tag og i vægfliser.:80-83,97

## Andre fabrikker
Tekst mangler, hjælp os med at skrive teksten

## Byudvikling på det tidligere fabriksområde i Roskilde
I dag (2024) benyttes Spritfabrikken i Roskilde som ungdomsboliger, samt Roskilde Klatreklub, der holder til i kælderen 

## Fremtidig anvendelse af Spritgrunden i Aalborg
Sammen med Martin Nielsen Holding ApS vil ejerne udvikle området til en international kunst- og kulturby med teatre, lejligheder, gourmetrestauranter og kunsthaller, kaldet Cloud City.
Aalborg teater fik af Aalborg kommune, Spar Nord fonden og Realdania i december 2016 3 mio. kr. til, at en forundersøgelse af sit projekt Aalborg ny teater som i givet fald vil blive en del af Cloud City.
Aalborg kommune har i perioden 15. marts til 10. maj 2017 inviteret til offentlig debat om, hvad der skal ske med Spritfabrikken. I denne periode er byens borgere inviteret til at deltage i rundvisninger på fabrikken. Forslag til lokalplanen blev d. 13. marts 2017 vedtaget på Aalborg Byråds møde. Disse kan findes på kommunens hjemmeside. Her kan byens borgere komme med bemærkninger til forslagene. Planerne for De Danske Spritfabrikker er at omdanne området til et kulturcenter med fokus på den eksisterende kulturarv. Udover det vil der blive etableret mellem 600-800 boliger i fabrikområdets nordvestlige del. De eksisterende bygninger i det sydvestlige område skal indrettes til hotel, udvalgsvarebutikker, daligvarebutikker, fødevaremarked, restauranter, chokoladefabrik, mikrodestilleri mm.
Omdannelsen af Spritfabrikken vil være med fokus på de gamle fabriksstrukturer, hvor det nye moderne inkorporeres. Langs banen vil der blandt andet blive opført højhuse på 11, 16 og 20 etager. Andet nybyggeri vil være bygninger fra 2-7 etager. Det offentlige byrum skal indrettes således, at det understøtter et mangfoldigt byliv. Udendørsområderne skal indrettes bredt anvendeligt med rekreative opholdsmuligheder, med forbindelse til de andre bydele og grønne områder. Der bliver etableret parkeringsanlæg, som er underjordiske på Spritfabriksområdet samt et parkeringshus placeret i Fjordmarken med adgang under jernbanen.